# Jacob Heinsen
Jacob Heinsen (født 30. november 1964 på Frederiksberg) er en dansk embedsmand. Han er departementschef i Transportministeriet.
Han er uddannet cand.scient.pol. fra Københavns Universitet i 1993.
Før han blev departementschef i Transportministeriet, var han departementschef i Kirkeministeriet